# Tatsuya Itō
Tatsuya Itō (jap. 伊藤 達哉 Itō Tatsuya; ur. 26 czerwca 1997 w Taitō, Tokio) – japoński piłkarz występujący na pozycji napastnika w Sint-Truidense VV, reprezentant Japonii do lat 20.

## Kariera klubowa
Karierę rozpoczął w juniorskich zespołach Kashiwy Reysol. 15 lipca 2015 odszedł do niemieckiego Hamburgera SV, gdzie zaczynał w drużynie młodzieżowej do lat 19. W sezonie 2016/17 został włączony do drużyny rezerw.
24 września 2017 zadebiutował w Bundeslidze – miało to miejsce w przegranym 0:3 meczu przeciwko Bayerowi 04 Leverkusen. Do gry wszedł w 82. minucie, zmieniając André Hahna.